# Стивенс Појнт (Висконсин)
Стивенс Појнт (енгл. Stevens Point) град је у америчкој савезној држави Висконсин.

## Демографија
По попису из 2010. године број становника је 26.717, што је 2.166 (8,8%) становника више него 2000. године.
| Група             | 2000.          | 2010.          |
| Белци             | 22.479 (91,6%) | 24.075 (90,1%) |
| Афроамериканци    | 115 (0,5%)     | 246 (0,9%)     |
| Азијати           | 1.174 (4,8%)   | 1.252 (4,7%)   |
| Хиспаноамериканци | 395 (1,6%)     | 696 (2,6%)     |
| Укупно            | 24.551         | 26.717         |